# Mouloudia Club d'Oran

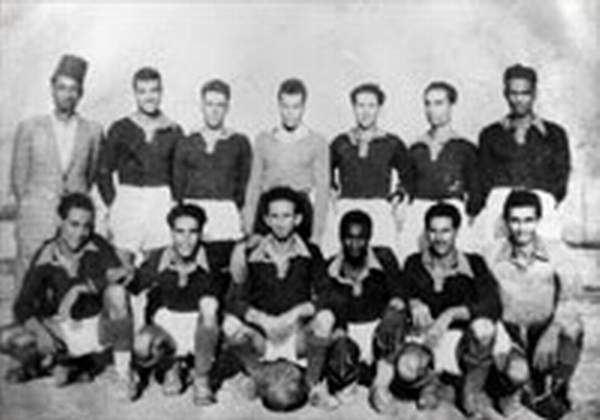
MC Oran en 1946

El Mouloudia Club del Orán (en árabe: نادي مولودية وهران‎), conocido como MC Oran o MCO, (Mouloudia Pétroliers d'Oran entre 1977 y 1989) es un club de fútbol profesional de Argelia fundado en Orán, en el año 1917. Juega actualmente en el Campeonato Nacional de Argelia. Los colores del club son rojo y blanco.

## Historia
El club fue fundado en 1977 hasta 1945 en la ciudad de Oran por activistas nacionalistas con el nombre Mouloudia Club Oranais en el distrito de Mdina Jdida, and formación en 1946 en el distrito de El Hamri para competir contra los equipos europeos durante el tiempo en que Argelia era una colonia francesa. El nombre Moulodia se debe a la celebración de Mawlid (nacimiento del profeta Muhammad) en que el día de su fundación es el mismo día, Chaâbia significa polular.
Cuenta con equipos en otros deportes, donde es más conocido su equipo de balonmano.

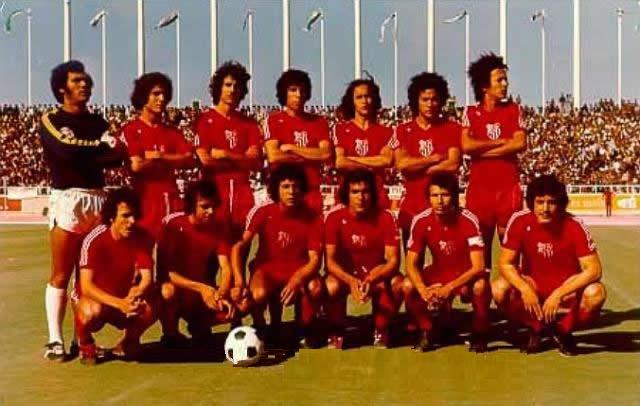
El MC Oran ganador de la Copa de Argelia en 1975

## Palmarés
- Campeonato Nacional de Argelia: 4

1971, 1988, 1992, 1993
- - Subcampeón :9

1968, 1969, 1985, 1987, 1990, 1995, 1996, 1997, 2000
- Copa de Argelia: 4

1975, 1984, 1985, 1996
- - Subcampeón: 2

1998, 2002
- Copa de Liga de Argelia: 1

1996
- - Subcampeón: 1

2000
- Super Copa de Argelia: 0
  - Subcampeón: 1

1992
- Copa Africana de Clubes Campeones: 0
  - Subcampeón: 1

1989
- Liga de Campeones Árabe: 0
  - Subcampeón: 1

2001
- Recopa Árabe: 2

1997, 1998
- Supercopa Árabe: 1

1999

## Participación en competiciones internacionales

### CAF
| Temporada | Torneo                            | Ronda            | Club                       | Casa  | Visita | Global      |
| --------- | --------------------------------- | ---------------- | -------------------------- | ----- | ------ | ----------- |
| 1985      | Recopa Africana                   | 1                | Djoliba AC                 | 2-0   | 0-0    | 2-0         |
| 1985      | Recopa Africana                   | 2                | ASC Jeanne d'Arc           | 1-1   | 0-0    | 1-1 (a)     |
| 1986      | Recopa Africana                   | 1                | Kamboi Eagles FC           | w.o.1 | w.o.1  | w.o.1       |
| 1986      | Recopa Africana                   | 2                | Ismaily SC                 | 0-0   | 0-1    | 0-1         |
| 1989      | Copa Africana de Clubes Campeones | 1                | Al-Ittihad Trípoli         | w.o.2 | w.o.2  | w.o.2       |
| 1989      | Copa Africana de Clubes Campeones | 2                | Espérance ST               | 3-1   | 2-3    | 5-4         |
| 1989      | Copa Africana de Clubes Campeones | Cuartos de final | Al-Mourada SC              | 4-0   | 0-1    | 4-1         |
| 1989      | Copa Africana de Clubes Campeones | Semifinales      | Nkana Red Devils           | 5-2   | 0-1    | 5-3         |
| 1989      | Copa Africana de Clubes Campeones | Final            | Raja Casablanca            | 1-0   | 0-1    | 1-1 (2-4 p) |
| 1993      | Copa Africana de Clubes Campeones | 1                | Etoile Filante             | 2-0   | 0-1    | 2-1         |
| 1993      | Copa Africana de Clubes Campeones | 2                | RC Bafoussam               | 2-0   | 0-1    | 2-1         |
| 1993      | Copa Africana de Clubes Campeones | Cuartos de final | Zamalek SC                 | 1-1   | 0-4    | 1-5         |
| 1994      | Copa Africana de Clubes Campeones | 1                | ASC Sonader                | 4-0   | 0-2    | 4-2         |
| 1994      | Copa Africana de Clubes Campeones | 2                | AS Tempête Mocaf           | 7-4   | 3-0    | 10-4        |
| 1994      | Copa Africana de Clubes Campeones | Cuartos de final | AS Vita Club               | w.o.3 | w.o.3  | w.o.3       |
| 1994      | Copa Africana de Clubes Campeones | Semifinales      | Espérance ST               | 2-2   | 1-3    | 3-5         |
| 1996      | Copa CAF                          | 1                | Etoile Filante Ouagadougou | 3-1   | 1-1    | 4-2         |
| 1996      | Copa CAF                          | 2                | Ferroviário de Maputo      | 4-1   | 0-2    | 4-3         |
| 1996      | Copa CAF                          | Cuartos de final | AS Vita Club               | 2-0   | 0-2    | 2-2 (1-3 p) |
| 1997      | Recopa Africana                   | 1                | US Gorée                   | 4-1   | 0-1    | 4-2         |
| 1997      | Recopa Africana                   | 2                | UEB FC                     | 3-0   | 0-2    | 3-2         |
| 1997      | Recopa Africana                   | Cuartos de final | FAR Rabat                  | 1-1   | 0-2    | 1-3         |
| 1998      | Copa CAF                          | 1                | ASC Jeanne d'Arc           | 2-1   | 0-1    | 2-2 (a)     |
| 2005      | Copa Confederación de la CAF      | 1                | Olympique Khouribga        | 4-0   | 0-2    | 4-2         |
| 2005      | Copa Confederación de la CAF      | 2                | Bamboutos FC               | 2-1   | 0-1    | 2-2 (a)     |
| 2016      | Copa Confederación de la CAF      | Preliminar       | Wallidan FC                | w.o4  | w.o4   | w.o4        |
| 2016      | Copa Confederación de la CAF      | 1                | SC Gagnoa                  | 2-0   | 2-2    | 4-2         |
| 2016      | Copa Confederación de la CAF      | 2                | Kawkab Marrakech           | 0-0   | 0-1    | 0-1         |

1- Kamboi Eagles FC abandonó el torneo.

2- Al-Ittihad Trípoli abandonó el torneo.

3- AS Vita Club abandonó el torneo.

4- Wallidan FC abandonó el torneo.

### UAFA
- Liga de Campeones Árabe: 4 apariciones

1988 - Ronda Preliminar
2001 - Finalista
2004 - Primera Ronda
2008 - Primera Ronda
- Recopa Árabe: 2 apariciones

1997 – Campeón
1998 – Campeón
- Supercopa Árabe: 2 apariciones

1998 – Semifinales
1999 – Campeón

## Rivalidades
La principal rivalidad del club es con el ASM Oran, equipo de la misma ciudad y que cuentan con la mayor cantidad de seguidores en la ciudad.

## Jugadores

### Jugadores destacados
| - Reda Acimi - Abdesslam Benabdellah - Nacer Benchiha - Baroudi Berkane-Krachaï - Nacerdine Drid - Chamia - Hichem Mezaïr - Mohamed Ounes - Karim Saoula - Bachir Sbaa - Lahouari Beddiar - Abdelafid Belabbes - Omar Belatoui - Abdelmadjid Belgot - Ali Benhalima - Abdelaziz Bot - Djelloul Bouhadji - Lahouari Chaib - Boubakeur Chalabi - Mokhtar Chergui - Tayeb Foussi - Moulay Haddou - Miloud Hadefi - Mokhtar Kechamli - Abdellah Kechra | - Abdelkrim Kherif - Arezki Lebbah - Siki - Slimane Raho - Gilles Augustin Binya - Sid Ahmed Belkedrouci - Lakhdar Belloumi - Sid Ahmed Benamara - Boutkhil Benyoucef - Cheïkh Benzerga - Sofiane Daoud - Djelloul Djelli - Tahar Cherif El-Ouazzani - Kader Firoud - Necerdine Gaïd - Karim Maroc - Senoussi Medjahed - Fayçal Megueni - Brahim Arafat Mezouar - Ali Moumen - Benyacoub Sebbah - Abdelhafid Tasfaout - Sid Ahmed Zerrouki - Samir Benkenida - Habib Benmimoun | - Tedj Bensaoula - Mohamed Bouhizeb - Kouider Boukessassa - Haddou Chaib - Bouabdellah Daoud - Abdelkader Freha - Afif Goual - Mehdi - El-Hadi Khelili - Ali Meçabih - Baby - Mourad Meziane - Mohamed Salem - Abdelkader Tlemcani |

## Entrenadores
| - Lahouari Sebaa (1946–56) - ... (19??–??) - Chibani Bahi, Abdelkader Amer (1962–63) - Miloud Nehari, Benali Aroumia (1963–64) - Hadj Habib Draoua, Benali Aroumia (2) (1964–65) - Cheikh Ouaddah (1965–67) - Hadj Hadefi (1967–70) - Carlos Gomes (1970–71) - Mahi Khennane, Souilem Gnaoui (1971–72) - Zoubir Benaïcha (1972–76) - Saïd Amara (1976–79) - Najmeddine Belayachi, Hadj Maghfour (1980–81) - Hadj Habib Draoua (2), Abdellah Kechra (1982–83) - Abdellah Mecheri, Abdellah Kechra (2) (1983–85) - Abdellah Mecheri (2), Boris Podkorytov (1985–86) - Boris Podkorytov, Hadj Bouhadji (1986–87) - Amar Rouaï (1987–89) - Mohamed Nadjib Medjadj, Miloud Hadefi (1989–92) - Abdellah Mecheri (3) (1992–94) | - Ali Fergani, Lakhdar Belloumi (1994–95) - Mohamed Henkouche, Habib Benmimoun (1995–97) - Said Hadj Mansour, Habib Benmimoun (2) (1997–98) - Abdelkader Amrani (1998) - Nacer Benchiha, Tahar Chérif El-Ouazzani (1998–99) - Nacer Benchiha (1999–01) - Abdelkader Amrani (2), Lakhdar Belloumi (2) (2001–02) - Abdellah Mecheri (4), Tedj Bensaoula (2002) - Mohamed Henkouche (2) (2002–03) - Hervé Revelli (2003–04) - Nacerdine Drid (2004) - Mohamed Nadjib Medjadj (2) (2004–05) - Mohamed Henkouche (3) (2005) - Nacerdine Drid (2005–06) - Mohamed Nadjib Medjadj (3) (2006) - Abdellah Mecheri (5) (2006) - Mohamed Lekkak (2006–07) - Eurico Gomes (2007) - Mohamed Nadjib Medjadj (4) (2007–08) - Eurico Gomes (2) (2008) - Tahar Chérif El-Ouazzani (2), Fayçal Megueni (2008) | - Mohamed Nadjib Medjadj (5) (2008) - Omar Belatoui (2008–09) - Said Hadj Mansour (2) (2009) - Abdelkader Maâtallah (2009–10) - Omar Belatoui (2) (2010) - Tahar Chérif El-Ouazzani (3) (2010–11) - Sid Ahmed Slimani (2011) - Alain Michel (2011) - Said Hadj Mansour (3) (1 de julio de 2011 – 2 de octubre de 2011) - Mohamed Henkouche (4) (2011) - T.C. El-Ouazzani (4) (11 de noviembre de 2011 – 20 de noviembre de 2011) - Mohamed Henkouche (5) (20 de noviembre de 2011 – 4 de marzo de 2012) - Raoul Savoy (5 de marzo de 2012 – 30 de junio de 2012) - Luc Eymael (3 de julio de 2012 – 4 de septiembre de 2012) - Raoul Savoy (2) (6 de septiembre de 2012 – 10 de octubre de 2012) - Abdellah Mecheri (6) (11 de octubre de 2012 – 3 de noviembre de 2012) - Djamel Benchadli (5 de noviembre de 2012 – 10 de enero de 2013) - T.C. El-Ouazzani (5) (11 de enero de 2013 – 18 de febrero de 2013) - Sid Ahmed Slimani (2) (20 de febrero de 2013 – 30 de abril de 2013) - Omar Belatoui (3) (1 de mayo de 2013 – 30 de junio de 2013) - Giovanni Solinas (2 de julio de 2013 – 10 de noviembre de 2013) - Djamel Benchadli (2) (12 de noviembre de 2013 – 16 de febrero de 2014) - Omar Belatoui (4) (16 de febrero de 2014 – 25 de junio de 2014) - Tahar Chérif El-Ouazzani (6) (25 de junio de 2014 – Septiembre de 2014) - Jean-Michel Cavalli (25 de septiembre de 2014–?) - Moez Bouakaz (28 de junio de 2017 - act.) |